# Loris Fortuna
Loris Fortuna (Breno, 22 gennaio 1924 – Roma, 5 dicembre 1985) è stato un politico e partigiano italiano.
Il suo nome, assieme a quello del liberale Antonio Baslini, è legato alla legge italiana sul divorzio, denominata legge Fortuna-Baslini.

## Biografia
Nasce nel 1924 a Breno, nella Val Camonica della provincia di Brescia, figlio di Luigina Dotti e Mario Fortuna, un cancelliere di Tribunale, emigrò a Udine in Friuli-Venezia Giulia a seguito del trasferimento per lavoro del padre, dove consegue la maturità al liceo classico Jacopo Stellini.

### Resistenza e il PCI
Durante la seconda guerra mondiale, dove il padre era rappresentante del Partito Comunista Italiano (PCI) in seno al Comitato di Liberazione Nazionale di Udine, Loris fu partigiano nella Brigate Osoppo-Friuli. Nel 1944 fu catturato dai nazisti e inviato nel penitenziario di Bernau in Germania, ove scontò una condanna ai lavori forzati di più di tre anni. Tornato in Italia al termine del conflitto, si iscrisse al PCI e nel 1949 si laureò in giurisprudenza all'Università di Bologna con una tesi sul diritto di sciopero. Fu legale della Federazione dei Lavoratori della Terra e delle Camere del Lavoro a Udine ed a Pordenone. Dal 1946 al 1948 diresse il settimanale "Lotte e lavoro", col quale condusse battaglie politiche e culturali anche a fianco di Pier Paolo Pasolini.
Partigiano antifascista, inizialmente aderente al Partito Comunista Italiano, col quale venne eletto consigliere comunale, per poi uscirne nel 1956, all'indomani della rivoluzione ungherese. L'anno successivo s'iscrisse al Partito Socialista Italiano (PSI) di Pietro Nenni, con cui, oltre a divenire segretario provinciale, alle elezioni politiche del 1963 fu eletto per la prima volta deputato.

### Passaggio al PSI e l'attività politica socialista e radicale
Due anni dopo fu il primo firmatario di una proposta di legge intenta a legalizzare il divorzio, ma su suggerimento di Nenni decise inizialmente di non sottoporre la sua proposta all'esame in parlamento.
Sempre rieletto alla Camera dei deputati, nel 1970 egli ruppe gli indugi e propose la possibilità di divorziare per gli italiani insieme al collega liberale Antonio Baslini. Nonostante l'opposizione della Democrazia Cristiana, Fortuna incassò l'appoggio del PCI, del Partito Radicale, del PLI e della sinistra: il 1º dicembre dello stesso anno la proposta di legge "Fortuna-Baslini" fu approvata con 325 sì (e 283 no) alla Camera e 164 sì (e 150 no) al Senato della Repubblica. Sempre nel corso della V legislatura (1968-1972) si occupò della revisione del diritto di famiglia e chiese l'abolizione degli annullamenti automatici dei matrimoni ad opera del Tribunale della Rota Romana.
Successivamente la DC, nel tentativo di abolire l'istituto del divorzio, promosse un'iniziativa referendaria volta ad abrogare la legge Fortuna: il referendum abrogativo si tenne il 12 e il 13 maggio 1974 e vide prevalere i no col 59,3% dei voti, a fronte di un'affluenza alle urne pari all'87,7%. Durante la campagna elettorale Fortuna si legò umanamente e politicamente al leader radicale Marco Pannella: da qui la sua scelta di avere la "doppia tessera" del PSI e del PR.
Nella successiva legislatura (1972-1976) il deputato socialista fu autore della prima proposta sulla depenalizzazione dell'aborto: anche su questa proposta la DC propose un referendum da svolgere il 17 maggio 1981, dove le tesi di Fortuna ottennero l'appoggio del 67,9% della popolazione. Un anno prima egli aveva suggerito una serie di modifiche alla legge sul divorzio, con una separazione necessaria ridotta a due anni (senza opposizione di uno dei due), rispetto ai cinque previsti.

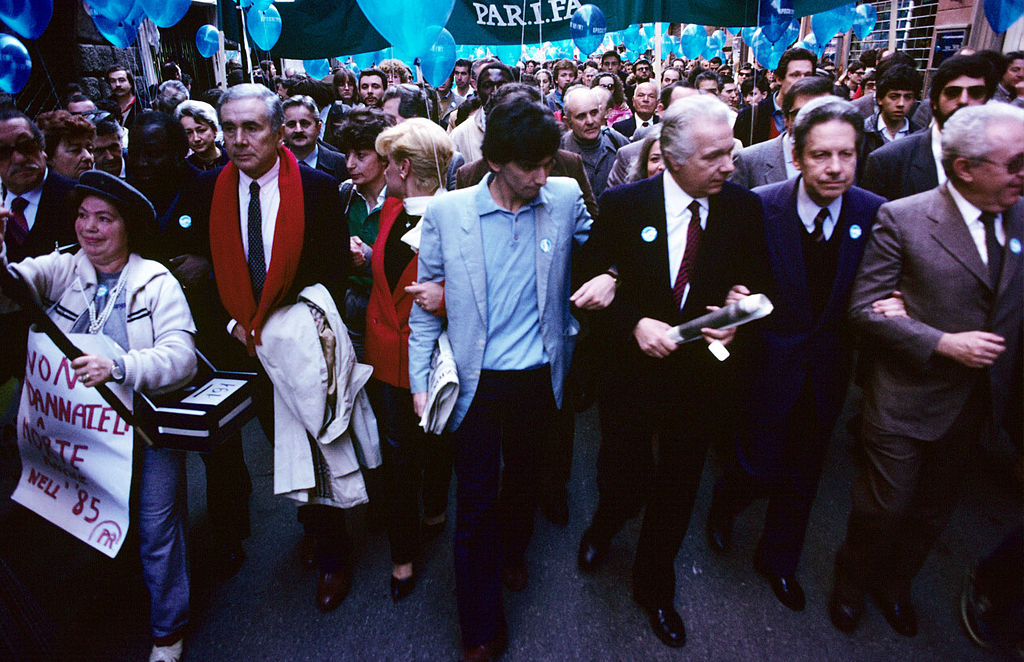
Roma, 1985, Marcia della Pace: Enzo Tortora, Maria Adelaide Aglietta (dietro), Giovanni Negri, Loris Fortuna, Flaminio Piccoli, Giuseppe Zamberletti

Più tardi, nel 1984, chiese alcune modifiche e integrazioni alla legge sulla cooperazione dell'Italia con i paesi in via di sviluppo e sugli interventi contro la fame nel mondo. Sempre nel 1984 Loris Fortuna si batteva nel chiedere norme sulla tutela della dignità del malato e la disciplina dell'eutanasia passiva. Poco prima di morire il politico friulano chiese a Bettino Craxi, che lo aveva appena nominato Ministro delle politiche comunitarie, di raggiungere un'intesa elettorale coi radicali.
Loris Fortuna fu membro della Massoneria.
Fortuna muore a Roma il 5 dicembre 1985, venendo sepolto nel famedio del cimitero monumentale di San Vito a Udine.

## Omaggi e commemorazioni
Il suo nome tornò a circolare nell'ambiente politico nel 2005 allorché, a seguito dell'alleanza tra radicali e SDI (Rosa nel Pugno) il vecchio amico Pannella lo accostò a Tony Blair e José Luis Rodríguez Zapatero come esempio da seguire all'interno della tradizione laico-socialista.